# Paul Chelimo
Paul Chelimo, född den 27 oktober 1990 i Arwos i Kenya, är en amerikansk friidrottare.
Han tog OS-silver på 5 000 meter i samband med de olympiska friidrottstävlingarna 2016 i Rio de Janeiro. Vid olympiska sommarspelen 2020 i Tokyo tog Chelimo brons på 5 000 meter.